# تینا فی
تینا فی (به انگلیسی: Tina Fey) (زاده ۱۸ مه ۱۹۷۰ در فیلادلفیا، پنسیلوانیا) بازیگر، کمدین، نویسنده و تهیه‌کننده آمریکایی است.
وی بیش از هر چیز بخاطر ایفای نقش در برنامه هفتگی ساتردی نایت لایو از شبکه ان بی سی مشهور است.
از آثار او می‌توان به صدا پیشگی شخصیت ۲۲ در انیمیشن روح و بازی در فیلم اختراع دروغ، خواهران، شب قرار، پذیرش و ویسکی تانگو فاکسترات، مامان بچه اشاره کرد.
وی دانش‌آموخته دانشگاه ویرجینیا است.